# Дуглас, Мелвин
Мелвин Дуглас  (англ. Melvyn Douglas; наст. имя — Мелвин Эдуард Хесселберг  (англ. Melvyn Edouard Hesselberg); 5 апреля 1901 — 4 августа 1981) — американский киноактёр, двукратный лауреат премии «Оскар», обладатель «Золотого глобуса», а также двух звёзд на Голливудской Аллее славы: за вклад в развитие киноиндустрии — 6423, и за вклад в развитие телевидения — 6601.

## Биография
Мелвин Дуглас родился в Мейконе, штат Джорджия. Его отец — пианист и композитор Эдуард Григорьевич Хессельберг (1870—1935), ученик Антона Рубинштейна — был еврейским эмигрантом из Риги (тогда Лифляндская губерния); мать, Лина Приссила (Лена Присцилла) Шекелфорд (1868—1961) — уроженка Теннесси, дочь генерала от инфантерии Джорджа Таллаферо Шекелфорда (1837—1942).
Одной из главных черт характера Дугласа была его социальная ответственность, и он нередко выступал как защитник аутсайдеров, особенно в случаях проявлений антисемитизма. Частые переезды его семьи по штатам, где их воспринимали как отбросов общества, значительно повлияли на формирование характера актёра. Его семья была высоких моральных принципов и отличалась особой принадлежностью к культуре, поэтому их и считали чужаками.

## Избранная фильмография

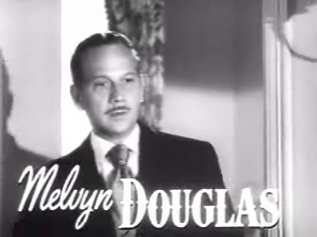
Мелвин Дуглас в фильме «Моё запретное прошлое»

| Год  | Русское название                          | Оригинальное название                | Персонаж                 |
| ---- | ----------------------------------------- | ------------------------------------ | ------------------------ |
| 1931 | «Сегодня ночью или никогда»               | Tonight or Never                     | Джим Флетчер             |
| 1932 | «Престиж»                                 | Prestige                             | капитан Андре Верлен     |
| 1932 | «Сломанное крыло»                         | The Broken Wing                      | Фил Марвин               |
| 1932 | «Какой ты меня желаешь»                   | As You Desire Me                     | граф Бруно Варелли       |
| 1932 | «Старый тёмный дом»                       | The Old Dark House                   | Роджер Пендеррэл         |
| 1933 | «Вампир-летучая мышь»                     | The Vampire Bat                      | Карл Бреттшнайдер        |
| 1933 | «Нагана»                                  | Nagana                               | доктор Уолтер Трэднон    |
| 1933 | «Адвокат»                                 | Counsellor at Law                    | Рой Дарвин               |
| 1934 | «Женщина в темноте»                       | Woman In The Dark                    | Тони Робсон              |
| 1934 | «Опасный поворот»                         | Dangerous Corner                     | Чарльз Шентон            |
| 1935 | «Враг народа»                             | The People’s Enemy                   | Трапс Стюарт             |
| 1935 | «Она вышла замуж за босса»                | She Married Her Boss                 | Ричард Барклай           |
| 1935 | «Мэри Бернс, беглянка»                    | Mary Burns, Fugitive                 | Бартон Пауэлл            |
| 1935 | «Энни Окли»                               | Anny Oakley                          | Джефф Хогарт             |
| 1935 | «Возвращение Одинокого волка»             | The Lone Wolf Returns                | Майкл Лэньярд            |
| 1936 | «И вот они поженились»                    | And So They Were Married             | Стефен Блэйк             |
| 1936 | «Теодора становится дикой»                | Theodora Goes Wild                   | Майкл Грант              |
| 1937 | «Отважные капитаны»                       | Captains Courageous                  | мистер Чейни             |
| 1937 | «Я встретила его в Париже»                | I Met Him in Paris                   | Джордж Поттер            |
| 1937 | «Ангел»                                   | Angel                                | Тони Хэлтон              |
| 1938 | «Арсен Люпен возвращается»                | Arsène Lupin Returns                 | Арсен Люпен/Рене Фарранд |
| 1938 | «Мимолетное знакомство»                   | Fast Company                         | Джоэл Слоун              |
| 1938 | «Тот самый возраст»                       | That Certain Age                     | Винсент Буллит           |
| 1939 | «Ниночка»                                 | Ninotchka                            | граф Леон д’Алгу         |
| 1940 | «Он остался на завтрак»                   | He Stayed for Breakfast              | Поль Белио               |
| 1940 | «Слишком много мужей»                     | Too Many Husbands                    | Генри Лаундес            |
| 1941 | «Двуликая женщина»                        | Two-Faced Woman                      | Ларри Блейк              |
| 1941 | «Это неопределённое чувство»              | That Uncertain Feeling               | Ларри Бейкер             |
| 1941 | «Лицо женщины»                            | A Woman’s Face                       | доктор Густав Сегерт     |
| 1942 | «Они все целовали невесту»                | They All Kissed the Bride            | Майк Холмс               |
| 1947 | «Море травы»                              | The Sea of Grass                     | Брайс Чемберлен          |
| 1948 | «Мистер Блэндингз строит дом своей мечты» | Mr. Blandings Builds His Dream House | Билл Коул                |
| 1949 | «Моя личная настоящая любовь»             | My Own True Love                     | Клайв Хес                |
| 1949 | «Женский секрет»                          | Woman Secret                         | Люк Джордан              |
| 1951 | «Моё запретное прошлое»                   | My Forbidden Past                    | Пол Боревел              |
| 1951 | «На свободу»                              | On the Loose                         | Френк Бредли             |
| 1962 | «Билли Бад»                               | Billy Budd                           | The Dansker — Sailmaker  |
| 1963 | «Хад»                                     | Hud                                  | Хомер Бэннон             |
| 1964 | «Американизация Эмили»                    | The Americanization of Emily         | адмирал Вильям Джессап   |
| 1965 | «Восторг»                                 | Rapture                              | Фредерик Ларбад          |
| 1967 | «Отель»                                   | Hotel                                | Уоррен Трент             |
| 1970 | «Я никогда не пел отцу»                   | I Never Sang for My Father           | Том Гаррисон             |
| 1972 | «Кандидат»                                | The Candidate                        | Джон МакКей              |
| 1976 | «Жилец»                                   | Le locataire                         | месье Зу                 |
| 1979 | «Будучи там»                              | Being There                          | Бенджамин Рэнд           |
| 1980 | «Подмена»                                 | The Changeling                       | Джозеф Кармайкл          |
| 1980 | «Загадай мне загадку»                     | Tell Me a Riddle                     | Дэвид                    |
| 1981 | «История с привидениями»                  | Ghost Story                          | доктор Джон Джеффри      |
| 1982 | «Ожесточенная борьба»                     | The Hot Touch                        | Макс Райх                |